# Лакемба
Лакемба (фидж. Lakeba) — остров в Республике Фиджи. Административно входит в состав провинции Лау.

## География
Остров Лакемба расположен в центральной части архипелага Лау, в южной части Тихого океана, в море Коро. Ближайший материк, Австралия, находится примерно в 3000 км.
С точки зрения геологии, Лакемба имеет смешанное кораллово-вулканическое происхождение и представляет собой вулканический конус, окружённый кораллами. Сложен остров преимущественно из вулканического андезита, а местные вулканические породы представляют собой смешение лавы, брекчии, лапилли. Точное время формирования острова неизвестно, тем не менее, существуют предположения, что Лакемба образовался или в нижнем, или в верхнем миоцене, от шести до девяти миллионов лет назад. В целом же можно выделить четыре этапа в геологической истории острова. На первом этапе, в период неогена, происходили последовательные андезитовые извержения, во время которых поднялась западная часть острова. Второй этап был отмечен морской и наземной эрозией, в ходе которой образовались известняковые отложения толщиной в 100 м, при этом кораллы составляли в них незначительную долю. На третьем этапе был отмечен дальнейший подъём Лакемба примерно на 100 м, в результате которого произошло увеличение поверхности острова, а его восточная часть попала в зону роста кораллов. На заключительном, четвёртом этапе, эрозия поверхности продолжилась. Под её воздействием оголились известняковые породы на восточном побережье. Площадь острова составляет 58,9 км², а высшая точка достигает 219 м.
Остров покрыт густой растительностью, среди которой преобладают казуарины и панданусы. Имеются мангровые заросли. Климат на Лакемба влажный тропический, находящийся под влиянием юго-восточных пассатов. Среднегодовое количество осадков на острове составляет 2026 мм. Подвержен негативному воздействию циклонов.

## История
В доевропейский период остров Лакемба играл для архипелага Лау важное культурное и политическое значение, а также служил связывающим звеном между Фиджи и островами Тонга. Процесс миграции тонганцев с островов Вавау, а также установление торговых и династических связей между островами Лау и Тонга, начиная с XVI века, способствовали значительному проникновению тонганской культуры на остров Лакемба.
Европейским первооткрывателем острова является британский мореплаватель Уильям Блай, открывший его в 1792 году. Первые же в Фиджи христианские миссионеры родом с острова Таити, посланные Лондонским миссионерским обществом, высадились на Лакемба в 1830 году. В 1835 году на острове обосновались представители уэслийской методистской церкви, деятельности которой в значительной степени содействовал тонганский монарх Джордж Тупоу I.
Лакемба до сих пор играет большую роль в политической жизни Фиджи: на нём родился первый премьер-министр и второй президент страны Камисесе Мара и видный государственный деятель Лала Сукуна. Кроме того, остров является домом для представителей клана вождей Вуанирева, которые проживают в поселении Тубоу. Глава клана носит титул туи-найяу и является верховным вождём островов Лау.

## Население
Население Лакемба, численность которого превышает 2000 человек, проживает в восьми деревнях острова.

## Экономика
Основное занятие местных жителей — сельское хозяйство (в основном производство копры).